# 若手
| ウィキペディアには「若手」という見出しの百科事典記事はありません（タイトルに「若手」を含むページの一覧/「若手」で始まるページの一覧）。 代わりにウィクショナリーのページ「若手」が役に立つかもしれません。 |